# Neuchâtel Hockey Academy
La Neuchâtel Hockey Academy est un club de hockey sur glace féminin Suisse. Depuis 2011, l'équipe principale évolue en Women's League, la plus haute ligue de hockey féminin en Suisse.
Avec Fribourg-Gottéron, il s'agit des deux seules équipes féminines romandes de Women's League. Les autres équipes de la Neuchâtel Hockey Academy évoluent en SWHL C et SWHL D.

## Histoire
Le club a été créé en 1999 par Céline Guerne et a commencé son histoire en évoluant en SWHL C. En 2007, elles sont promues en SWHL B et en 2011 elles accèdent à la Women's League (anciennement SWHL A). 
En 2016, les équipes féminines du HC Université Neuchâtel deviennent indépendantes sous le nom de Neuchâtel Hockey Academy.
En 2020, le club accède à la finale du championnat de la Women's League pour la première fois. La finale est finalement annulée à cause de la Pandémie de Covid-19,.

## Historique
| 2019 - 2020 | Qualification pour la finale de Women’s League (interrompue en raison de la pandémie de Covid-19). Statut de finaliste.        |
| 2018 - 2019 | Médaille de bronze en SWHL A et médaille de bronze à la Swiss Women’s Hockey Cup.                                              |
| 2017 - 2018 | Non-qualification pour les play-offs et participation au tour de relégation. Médaille de bronze à la Swiss Women’s Hockey Cup. |
| 2016 – 2017 | Création de la Neuchâtel Hockey Academy, l’équipe participe aux play-offs, 4e rang final.                                      |
| 2015 – 2016 | Médaille de bronze en SWHL A, médaille d’argent à la Swiss Women’s Hockey Cup.                                                 |
| 2014 – 2015 | Non-qualification pour les play-offs et participation au tour de relégation.                                                   |
| 2013 – 2014 | Médaille de bronze en SWHL A.                                                                                                  |
| 2012 – 2013 | Première qualification pour les play-offs, 4e rang-final.                                                                      |
| 2011 – 2012 | Première saison en SWHL A, non-qualification pour les play-offs et participation au tour de relégation.                        |
| 2010 – 2011 | Promotion en SWHL A. |
| 2007 – 2010 | SWHL B. |
| 2006 – 2007 | Promotion en SWHL B. |
| 2000 – 2006 | SWHL C, groupe ouest. |
| 1999 – 2000 | Création de l’équipe des Hirondelles sous le club HC Université Neuchâtel, première saison en SWHL C.                          |

| 2019 – 2020 | 3e du groupe ouest.                                                       |
| 2018 – 2019 | 2e du groupe ouest et participation au tour de promotion (3e rang final). |
| 2017 – 2018 | Relégation en SWHL C (nouvelle ligue SWHLC, création de la SWHL D).       |
| 2016 – 2017 | Création de la Neuchâtel Hockey Academy. Promotion en SWHL B.             |
| 2011 – 2016 | SWHL C, groupe ouest.                                                     |
| 2010 – 2011 | Création d’une deuxième équipe en SWHL C.                                 |

| 2018 – 2020 | SWHL D groupe ouest.                                                               |
| 2017 – 2018 | Création d’une nouvelle ligue C. La 3e équipe joue en SWHL D dans le groupe ouest. |
| 2016 – 2017 | Création de la Neuchâtel Hockey Academy. Création d’une 3e équipe en SWHL C.       |